# Petar I Petrović-Njegoš
Pierre Ier Petrovitch-Njegos ou Petar I Petrović-Njegoš (vers 1747-1830), (en serbe cyrillique: Петар I Петровић Његош, Свети Петар Цетињски) fut prince-évêque du Monténégro de 1782 à 1830. Canonisé, c'est également un saint orthodoxe.

## Biographie
Il naît dans le village de Njeguši vers 1747 (1748 ou 1749 selon d'autres sources), et il est le neveu du Prince-évêque du Monténégro Sava II.
Appelé comme lui à une vie ecclésiastique, il devient moine au Monastère de Cetinje à l'âge de 12 ans. Il est ordonné diacre à l'âge de 17 ans, puis prêtre (hiéromoine) en 1766 ou 1767.
En 1782, à la suite de la mort de son prédécesseur, il est choisi comme nouveau Prince-évêque du Monténégro. Vu que le Patriarcat de Pec, dont dépend alors l’Église du Monténégro, a été aboli par les Ottomans quelques années plus tôt, la consécration épiscopale de Pierre Ier a lieu dans la cathédrale orthodoxe de Karlovac (actuellement Sremski Karlovci), le 13 octobre 1784.
Pierre Ier arrive au pouvoir dans une période compliquée. Au vu des menaces ottomanes qui pèsent sur la région, il se rend en visite officielle en Russie dans l'espoir d'y conclure une alliance contre les Turcs. Profitant de son absence, le pacha de Scutari Mahmoud Bushatli attaque et dévaste le Monténégro.
En 1796, le Pacha Bushatli lance une nouvelle offensive contre la région. Le prince Pierre Ier organise alors la défense du territoire et ses troupes remportent une série de victoires brillantes contre les Turcs. En 1799, le sultan Selim III est contraint de signer un traité de paix par lequel il reconnaît la souveraineté du Monténégro et lui cède quelques territoires.
Désormais moins menacé par les ennemis extérieurs, Pierre Ier se concentre sur la politique intérieure et lance une série d'importantes réformes. Il interdit la vendetta (qui est alors un véritable fléau dans la région), et contribue personnellement à réconcilier les familles en litige. Il adopte également des mesures de lutte contre la pauvreté, ainsi que des mesures d'alphabétisation de la population.
Enfin, sous son autorité sont jetées les bases d'un État moderne. Alors que jusque-là l'action étatique était régie par un droit coutumier archaïque et oral, Pierre Ier fait adopter un règlement qui régit la Principauté (1796), un règlement sur les tribunaux (1798) et un Code de procédure,. Désormais, des juges élus par le peuple sont chargés de rendre la justice en matière civile et pénale.
Il se préoccupe également des affaires ecclésiastiques, apaisant les différends du clergé et soutenant la traduction de textes religieux en serbe.
Afin de garantir la sécurité alimentaire des habitants (une partie significative du Monténégro étant montagneuse et sujette aux famines), il fait importer la culture de la pomme de terre (aliment alors inconnu dans la région), mais il cherche aussi à obtenir de nouvelles terres fertiles.
Dans ce contexte, une opération militaire est lancée en 1806, avec l'appui de la Russie, dans la région de Raguse (actuellement Dubrovnik) et des bouches de Kotor, qui sont à l'époque sous possession de la France de Napoléon. Néanmoins, le traité de Tilsit attribue finalement ces zones à la France.
Après le départ des Français en 1813, Pierre Ier fait annexer la région mais le congrès de Vienne révoque cette action et donne la région à l'Autriche. Les conséquences sont très négatives pour les Monténégrins, car les Autrichiens leur coupent l'accès à ce port stratégique, rendant ainsi plus difficile l'importation de nourriture.
S'ensuit un important mouvement migratoire vers les territoires serbes voisins, plus fertiles. Pierre Ier lui-même encourage ce mouvement en écrivant vers 1817 au prince Milos Obrenovic pour lui demander d'accueillir sur son territoire des familles pauvres. En 1825, le nouveau tsar russe Nicolas Ier ordonne d'accorder une aide financière au Monténégro, qui permettra à la population notamment de mieux traverser la famine qui touche le Monténégro en 1830.
Pierre Ier décède le 18 octobre 1830 et est enterré au monastère de Cetinje. En 1834, son tombeau est ouvert et ses reliques sont découvertes incorrompues, après quoi il est canonisé.